# Noční můra v Elm Street (film, 2010)
Noční můra v Elm Street je remake známého stejnojmenného hororového filmu z roku 1984.

## Děj
Pětici přátel bydlícím na stejné ulici se začínají zdát zlé sny o hrozivém muži se znetvořenou tváří, strašidelným hlasem a zahradnickou rukavicí s noži místo prstů. Jednoho po druhém terorizuje ve snech. Když jeden z nich zemře, uvědomí si, že jejich sny se staly skutečností. Zjistí, že v jejich minulosti se skrývá dluh, kterého splatnost právě vypršela. Jediný způsob jak přežít, je zůstat vzhůru ...

## Hrají
| Jackie Earle Haley | Freddy Krueger    |
| Rooney Maraová     | Nancy Thompsonová |
| Kyle Gallner       | Quentin           |
| Katie Cassidy      | Kris              |
| Thomas Dekker      | Jesse             |
| Kellan Lutz        | Dean              |
| Clancy Brown       | Alan              |
| Connie Britton     | Marge Thompsonová |
| Anna Hagopian      | matka Jesseho     |